# رواية الدوري عن الكسائي
الدوري عن الكسائي أحد روايات القرآن الكريم، رواها أبو عمر حفص بن عمر بن عبد العزيز بن صهبان بن عدي بن صهبان ويقال صهيب أبو عمر الدوري (ت: 246 هـ)، عن أبي الحسن علي بن حمزة بن عبد الله بن عثمان الكسائي (ت: 189 هـ)، وتشترك مع رواية أبي الحارث عن الكسائي في أنهما مرويتان عن الكسائي.

## الكسائي
هو أبو الحسن علي بن حمزة بن عبد الله بن عثمان من ولد بهمن بن فيروز مولى بني أسد وهو من أهل الكوفة ثم استوطن بغداد، لقب بالكسائي لأنه أحرم في كساء، يعد أحد القراء السبعة وكان إمام الناس في القراءة في زمانه وأعلمهم بالقراءة وأضبطهم لها وانتهت إليه رئاسة الإقراء بالكوفة بعد الإمام حمزة، وللكسائي مؤلفات في القراءات والنحو ذكر العلماء أسماءها منها كتاب معاني القرآن وكتاب القراءات وكتاب النوادر وكتاب النحو وكتاب الهجاء وكتاب مقطوع القرآن وموصوله وكتاب المصادر وكتاب الحروف وكتاب الهاءات وكتاب أشعار.
قال أبو عبيد في كتاب القراءات: كان الكسائي يتخير القراءات فأخذ من قراءة حمزة ببعض وترك بعضا، وليس هناك أضبط للقراءة ولا أقوم بها من الكسائي، وقال ابن مجاهد: اختار الكسائي من قراءة حمزة ومن قراءة غيره قراءة متوسطة غير خارجة عن آثار من تقدم من الأئمة، وكان إمام الناس في القراءة في عصره، وروى عنه القراءة عرضا وسماعا أناس لا يحصى عددهم منهم أحمد بن جبير وأحمد بن منصور البغدادي وحفص بن عمرو الدوري وأبو الحارث الليث بن خالد وعبد الله بن ذكوان والقاسم بن سلام وقتيبة بن مهران والمغيرة بن شعيب ويحيى بن آدم وخلف بن هشام وأبو حيوه وشريح بن يزيد ويحيى بن يزيد الفراء وروى عنه الحروف يعقوب بن إسحاق الحضرمي، توفي سنة 189 هـ.

## الدوري
هو أبو عمر حفص بن عمر بن عبد العزيز بن صهبان بن عدي بن صهبان ويقال صهيب أبو عمر الدوري الآزدي البغدادي النحوي الجوري الضرير، إمام القراء وشيخ الناس في زمانه ثقة ثبت كبير ضابط، يعد أول من جمع القراءات، ونسبته إلى الدور موضع ببغداد ومحلة بالجانب الشرقي، قرأ بسائر الحروف السبعة وبالشواذ.
قرأ على عاصم وحمزة بن القاسم عن أصحابه ويحيى بن المبارك اليزيدي وشجاع المطوعي وأحمد بن فرح بالحاء المهملة أبو جعفر المفسر المشهور وأحمد بن يزيد الحلواني وغيرهم، قال أبو داود: ورأيت أحمد بن حنبل يكتتب عن أبي عمر الدوري، وقال أحمد بن فرح المفسر: سألت الدوري ما تقول في القرآن؟ قال: كلام الله غير مخلوق، توفي في شوال سنة 246 هـ.

## منهج الكسائي في القراءة
للكسائي منهج في القراءة اختلف فيها عن بقية القراءات العشر، ولقراءات أبي الحارث والدوري عن الكسائي بعض الاختلافات منها:
- يبسمل بين كل سورتين إلا بين الأنفال والتوبة فيقف أو يسكت أو يصل.
- يوسط المدين المتصل والمنفصل بمقدار أربع حركات.
- يميل ما يميله حمزة من الألفات ويزيد عليه إمالة بعض الألفاظ.
- يميل ما قبل هاء التأنيث عند الوقف نحو «رحمة»، «الملائكة» بشروط مخصوصة.
- يقف على التاءات المفتوحة نحو «شجرت»، «بقيت»، «جنت» بالهاء.
- يسكن ياء الإضافة في «قل لعبادي الذين آمنوا» سورة إبراهيم، «يا عبادي الذين» سورة العنكبوت والزمر.
- يثبت الياء الزائدة في «يوم يأت» في سورة هود «ما كنا نبغ» سورة الكهف في حال الوصل.
- يدغم ذال «إذ» فيما عدا الجيم، ويدغم دال قد وتاء التأنيث، ولام «هل»، و«بل» في حروف كل منها، ويدغم الباء المجزومة في الفاء نحو «قال اذهب فمن تبعك منهم»، ويدغم الفاء المجزومة في الباء في «إِن نشأ نخسف بهم» في سورة سبأ، ويدغم من رواية الليث اللام المجزومة في الذال في «يفعل ذلك» حيث وقع هذا اللفظ، ويدغم الذال في التاء في «عذت»، «فنبذتها» «اتخذتم»، «أخذتم»، ويدغم الثاء في التاء في «أورثتموها»، «لبثت»، «لبثتم».

## أنظر أيضًا
- رواية حفص عن عاصم.
- رواية شعبة عن عاصم.
- رواية قالون عن نافع.
- رواية ورش عن نافع.
- رواية قنبل عن ابن كثير.
- رواية البزي عن ابن كثير.
- رواية الدوري عن أبي عمرو.
- رواية السوسي عن أبي عمرو.
- رواية هشام عن أبن عامر.
- رواية ابن ذكوان عن أبن عامر.
- رواية خلف عن حمزة.
- رواية خلاد عن حمزة.
- رواية أبي الحارث عن الكسائي.
- رواية ابن وردان عن ابي جعفر.
- رواية ابن جماز عن ابي جعفر.
- رواية رويس عن يعقوب.
- رواية روح عن يعقوب.
- رواية اسحاق عن خلف.
- رواية ادريس عن خلف.

القراء السبعة هم:
- عبد الله بن كثير الداري المكي
- عبد الله بن عامر اليحصبي الشامي
- عاصم بن أبي النَّجود الأسدي الكوفي
- أبو عمرو بن العلاء البصري
- حمزة بن حبيب الزيات الكوفي
- نافع بن عبد الرحمن بن أبي نعيم المدني
- أبو الحسن علي بن حمزة الكسائي النحوي الكوفي

تمام القراء العشرة:
- خلف بن هشام
- يعقوب الحضرمي
- أبو جعفر المدني